# Крвави Божић (1945)
Крвави Божић (буг. Кървава Коледа; мкд. Крвава Коледа) или Крвави Божик (буг. Кървав Божик; мкд. Крвав Божиќ) је била кампања у којој је од 7. до 9. јануара 1945. године југословенске комунистичке власти у Социјалистичкој Републици Македонији убиле неколико стотина људи македонско-бугарског порекла као колаборационисте   Хиљаде других који су задржали своје пробугарске симпатије и пробугарске ставове, претрпели су озбиљну репресију као резултат. 
По завршетку Другог светског рата, Бугари у „новим земљама” у Вардарској Македонији, накратко припојеним Бугарској током рата, били су прогањани уз оптужбе за „великобугарски шовинизам”. Ово поглавље македонске историје било је табу тема за разговор до касних 1980-их, а као резултат тога, деценије званичног ћутања изазвале су реакцију у виду бројних манипулација подацима у националистичке и комунистичке пропагандне сврхе.   Да би збрисали бугарскофилска осећања дела локалног становништва, југословенски комунисти су започели процес изградње нације. 
Од почетка нове Социјалистичке Републике Македоније појавиле су се оптужбе да су нове власти умешане у освету људима који нису подржавали формирање новог етничког идентитета Македоније.  Нејасан је број мртвих „издајника“ и „сарадника“ због организованих убистава Бугара током Крвавог Божића и после њега, али неки извори наводе да је број жртава око 1.200 људи.  Идеја је била да се ослаби бугарска интелигенција у Македонији, да се искорени бугарска самосвест дела становништва и да се убрза процес македонске оријентације.  Крајем 1944. године донет је закон о заштити македонске националне части, којим је легализован прогон људи који су отворено изражавали бугарску самосвест. Успостављени су и специјални судови за заштиту националне части Македоније - преседана у европској правној историји, непостојећи чак ни у НР Словенији, подвргнутој током рата присилној германизацији и италијанизацији.
Током јануарског терора 1945. године, на путу између Охридског и Преспанског језера, и на брдима планине Галичице код села Отешево и других села, погубљено је више Бугара.  Већина тела одложена је у Преспанско језеро. Скоро сва насељена места у Вардарској Македонији дала су жртве за кампању.  У неколико градова Вардарске Македоније формирани су народни судови, који су изрицали смртне пресуде грађанима оптуженим за „великобугарски шовинизам”. У Скопљу, само у 1945. години одржано је 18 суђења са 226 оптужених, од којих је 22 осуђено на смрт. У Штипу је у истом периоду на смрт осуђено седам Бугара. У Прилепу и Велесу на смрт је осуђено десет Бугара. У Битољу је деветоро осуђено на смрт. 
Према бугарским изворима, између 1945. и 1947. масакрирано је или нестало преко 4.700 Бугара.  Као резултат чистке, до 100.000 људи је депортовано, расељено, затворено, прогањано или послато у концентрационе логоре у Југославији. 